# Manuel de Souto-Maior
Manuel de Souto-Maior foi um administrador colonial português que exerceu o cargo de Governador no antigo território português subordinado à Índia Portuguesa de Timor-Leste entre 1709 e 1714, tendo sido antecedido por Jácome de Morais Sarmento e sucedido por Manuel Ferreira de Almeida, no seu 2.º mandato.